# Axel Johan Amnéus
Axel Johan Amnéus, född 14 februari 1833 i Gudmundå församling, Västernorrlands län, död 6 december 1881, var en svensk läkare.

## Biografi
Amnéus blev medicine doktor 1865, lasarettsläkare i Borås 1868, praktiserande som läkare bland skandinaviska sjömän i London 1874-75, andre stadsläkare i Göteborg sedan 1876. Amnéus författade ett flertal på sin tid starkt kritiserade rättsmedicinska skrifter, vilka behandlade historiskt ryktbara personers dödssätt, till exempel Om kronprinsen Karl Augusts dödssätt (1865), Om Gustaf II Adolfs död (1879), Blef Erik XIV på Johan III:s befallning mördad med gift? (i Eira 1880).